# Cinq Minutes de cinéma pur
Pour plus de détails, voir Fiche technique et Distribution.

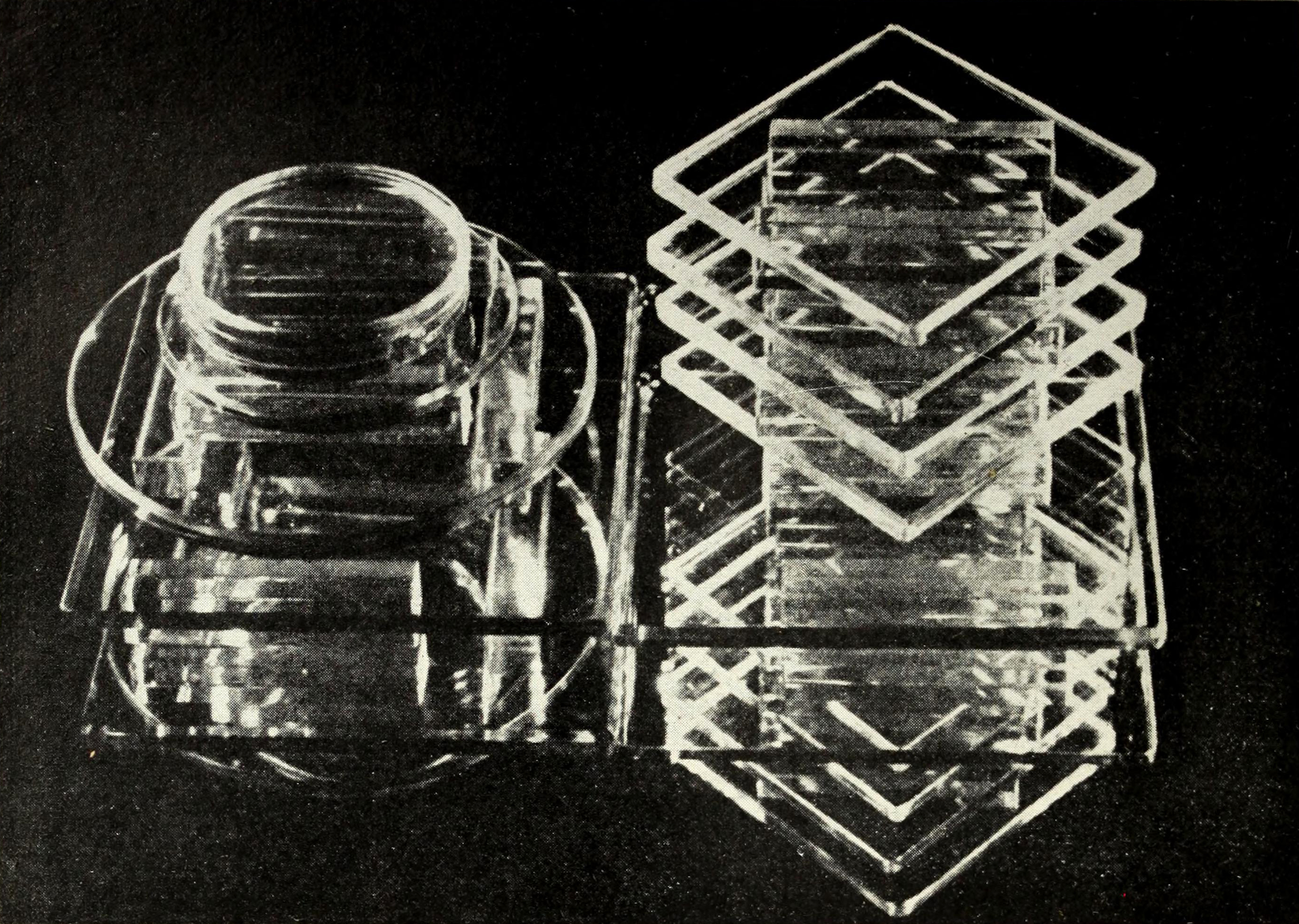
Image extraite du film.

Cinq Minutes de cinéma pur est un film muet français réalisé par Henri Chomette tourné en 1925 et sorti en 1926.
Ce court-métrage expérimental reprend les effets d'un film précédent intitulé Jeux des reflets et de la vitesse commandité par le comte Étienne de Beaumont, et s'inscrit dans un courant d'avant garde appelé cinéma pur.
Il a été acquis par le Centre Pompidou en 1976.

## Fiche technique
- Titre anglais : Five minutes of pure cinema
- Réalisation : Henri Chomette
- Pays de production :  France
- Format :  Noir et blanc - 35 mm - Muet
- Genre : expérimental
- Métrage d'origine : 100 m[3] (5 minutes)
- Date de sortie : 1926